# Patinatge artístic als Jocs Olímpics d'Hivern de 1924 - Individual femení
En els Jocs Olímpics d'Hivern de 1924 celebrats a Chamonix (França) es realitzà una competició de patinatge artístic sobre gel en categoria femenina, que unida a la competició masculina i per parelles conformà la totalitat del programa oficial del patinatge artístic als Jocs Olímpics d'hivern de 1924. La competició se celebrà entre els dies 29 i 31 de gener.

## Comitès participants
Hi participaren un total de 8 patinadores de 6 comitès nacionals diferents.
| - Àustria (1) - Canadà (1) - Estats Units (2) |  | - França (1) - Noruega (1) - Regne Unit (2) |

## Resum de medalles
| Or          | Argent           | Bronze        |
| Herma Szabo | Beatrix Loughran | Ethel Muckelt |

## Resultats
| Lloc | Patinador         | Punts | Resultat |
| ---- | ----------------- | ----- | -------- |
| 1    | Herma Szabo       | 7     | 299.17   |
| 2    | Beatrix Loughran  | 14    | 279.85   |
| 3    | Ethel Muckelt     | 26    | 250.07   |
| 4    | Theresa Blanchard | 27    | 249.53   |
| 5    | Andrée Joly       | 38    | 231.92   |
| 6    | Cecil Smith       | 44    | 230.75   |
| 7    | Kathleen Shaw     | 46    | 221.00   |
| 8    | Sonja Henie       | 50    | 203.82   |